# Giorgio IV del Regno Unito
Giorgio IV di Hannover (Giorgio Augusto Federico) (Londra, 12 agosto 1762 – Windsor, 26 giugno 1830) è stato re del Regno Unito di Gran Bretagna e Irlanda e re di Hannover dal 29 gennaio 1820 al 26 giugno 1830. Figlio primogenito di Giorgio III e di Carlotta di Meclemburgo-Strelitz, aveva precedentemente esercitato le funzioni di principe reggente a causa dell'infermità mentale del padre.
Giorgio era un monarca ostinato, che spesso intervenne di persona negli affari politici, soprattutto riguardo alla questione dell'emancipazione cattolica che, seppur riluttante, dovette infine accettare, ma lo fu in misura molto inferiore rispetto al padre. Per la maggior parte della sua reggenza e del suo regno fu lord Liverpool, il Primo Ministro, ad avere il governo effettivo del regno.
Gli anni della Reggenza di Giorgio IV (1811-1820) furono segnati dalla vittoria nelle guerre napoleoniche in Europa e da un clima culturale particolarmente vivace in patria, favorito dalla Pax Britannica.
Durante il suo regno vennero abrogati i Combination Act che proibivano la libera associazione dei lavoratori.
Nel 1829, sotto il suo regno, sir Robert Peel creò la Metropolitan Police Service, i cui componenti sono più noti come bobby.
Giorgio IV è spesso ricordato come un principe e re liberale e stravagante: per questo si guadagnò l'appellativo di First Gentleman. Ebbe pessimi rapporti tanto con il padre che con la moglie, Carolina di Brunswick, dalla quale tentò di separarsi senza successo con il Pains and Penalties Bill 1820. Fu patrono delle arti, dell'architettura (affidò a John Nash la costruzione del Royal Pavilion di Brighton e il rifacimento di Buckingham Palace e a Jeffry Wyatville la ricostruzione del castello di Windsor) e della letteratura, vivendo un'intensa vita mondana che lo portò a legarsi ai dandy più alla moda di Londra, contribuendo così al fascino del periodo Regency.
La sua unica figlia legittima, la principessa Carlotta, gli premorì nel 1817 e, pertanto, egli venne succeduto da suo fratello minore, Guglielmo IV.

## Biografia

### Primi anni

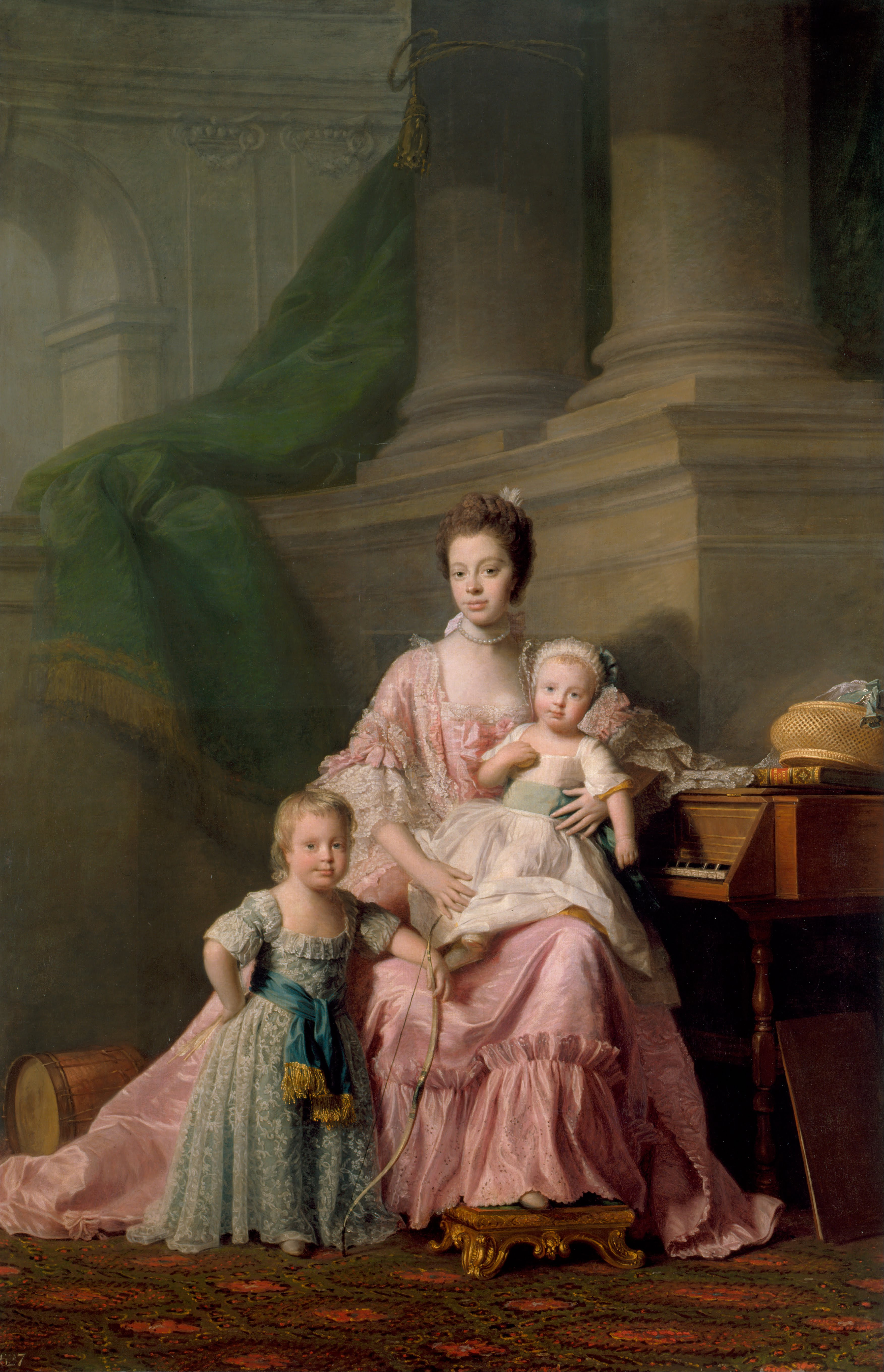
Giorgio (a sinistra) con sua madre la regina Carlotta e il fratello minore Federico. Ritratto di Allan Ramsay, 1764

Giorgio nacque nel palazzo di St. James, a Londra il 12 agosto 1762. Come figlio primogenito del sovrano inglese, egli divenne subito Duca di Cornovaglia e Duca di Rothesay; venne creato Principe di Galles e Conte di Chester pochi mesi dopo la nascita. Il 18 settembre dello stesso anno venne battezzato da Thomas Secker, arcivescovo di Canterbury. Suoi padrini di battesimo furono il duca Adolfo Federico IV di Meclemburgo-Strelitz (suo zio materno), il principe Guglielmo Augusto, Duca di Cumberland (suo doppio prozio paterno) e Augusta di Sassonia-Gotha-Altenburg (sua nonna paterna). Giorgio si dimostrò fin dall'infanzia uno studente talentuoso, imparando presto a parlare il francese, il tedesco e l'italiano, oltre al nativo inglese.
Il principe di Galles, raggiunti i ventuno anni nel 1783, ottenne una pensione annua di 60000 sterline dal Parlamento, come di consuetudine, oltre a 50000 che gli provenivano come appannaggio da suo padre. Egli pose dunque la propria residenza ufficiale a Carlton House, dove visse una vita dissoluta, non senza contrasti con il padre che richiese più volte al figlio erede una vita maggiormente frugale.

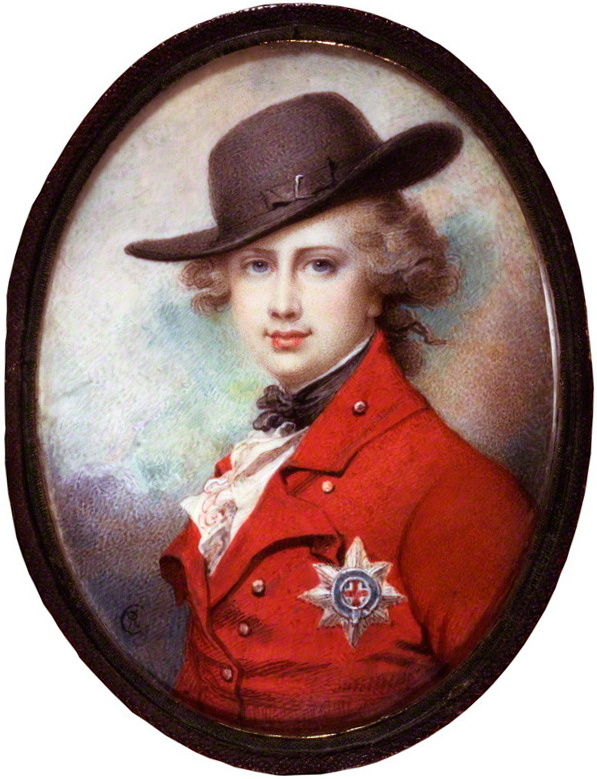
Giorgio, Principe di Galles, in un ritratto di Richard Cosway, circa 1780-1782

Poco dopo il raggiungimento della maggiore età il Principe di Galles si innamorò della cattolica Maria Fitzherbert, già vedova di due precedenti matrimoni (il suo primo marito era stato Edward Weld, morto nel 1775, e il secondo era stato Thomas Fitzherbert, deceduto nel 1781). Secondo l'Act of Settlement del 1701, però, quanti avessero sposato una donna di fede cattolica non potevano essere eleggibili al trono inglese, e il matrimonio tra i due innamorati venne immediatamente bloccato sul nascere dal Royal Marriages Act del 1772, con il quale si stabiliva che il principe di Galles non avrebbe potuto contrarre matrimonio se non dietro consenso del monarca regnante. La coppia contrasse matrimonio il 15 dicembre 1785 nella casa della sposa, presso Park Street, Mayfair. Legalmente l'unione risultava quindi valida, ma il re non diede mai assenso a tale compromesso. Maria Fitzherbert si reputò sempre la moglie canonica del Principe di Galles, ritenendo che le leggi ecclesiastiche fossero superiori a quelle dello Stato. Per ragioni politiche, comunque, l'unione rimase segreta e Fitzherbert fu obbligata a non comparire in pubblico con il principe.
Nel frattempo l'erede al trono si era indebitato follemente. Il padre, già contrariato, si rifiutò di soccorrerlo anche nelle finanze, forzandolo a lasciare Carlton House e a vivere nella casa di Mrs. Fitzherbert. Nel 1787 i sostenitori del principe alla Camera dei Comuni introdussero una proposta di legge per saldare i suoi debiti dietro garanzia parlamentare, anche se il sospetto di una relazione troppo forte con Mrs. Fitzherbert bloccò gli intenti dei più conservatori e scandalizzati parlamentari inglesi. Agendo per autorità del principe, il capo degli Whig, Charles James Fox, dichiarò che la storia era una calunnia per screditare il principe. Malgrado questo, venne chiesto a un altro Whig, Richard Brinsley Sheridan, di rilasciare dichiarazioni meno forti che non offendessero l'unione segreta dei due reali amanti. Il parlamento, nel frattempo, si risolse a garantire al Principe di Galles la somma di 161000 sterline in pagamento dei suoi debiti e 60.000 sterline per apportare delle migliorie a Carlton House.

### La crisi del 1788 e l'ipotesi di reggenza

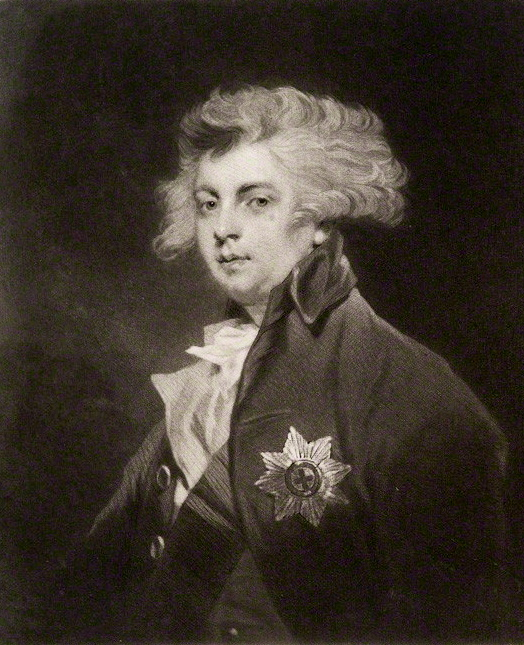
Ritratto di Giorgio, Principe del Galles, pubblicato da sir Joshua Reynolds nel 1785

Oggigiorno si ritiene che il re Giorgio III soffrisse di una malattia ereditaria detta porfiria. Nell'estate del 1788 la sua salute mentale andò deteriorandosi, ma egli rimase in grado di mantenere le redini del governo, anche se quest'ultimo poi dovette pronunciarsi negativamente sul fatto che il re non fosse in grado di recitare il tradizionale discorso della corona in occasione dell'apertura annuale delle sedi del parlamento. Il parlamento si trovava con le mani legate, in quanto le sedute non potevano essere svolte senza il tradizionale discorso e consequenziale assenso del monarca inglese all'operato del parlamento nazionale.
Questo fatto fece sì che si aprisse un grande dibattito politico. Nella Camera dei Comuni, Charles James Fox dichiarò che, secondo la sua opinione, il Principe del Galles doveva essere dichiarato reggente e agente per conto del sovrano, dal momento che quest'ultimo si trovava incapace di intendere e di volere. Un'opinione contrastante era sostenuta dal Primo Ministro, William Pitt il Giovane, il quale riteneva che, in caso di incapacità del re, il diritto decisionale spettasse costituzionalmente al solo parlamento, dal momento che senza il parlamento, "de facto", il principe non aveva alcuna autorità. Malgrado questo, lo stesso Pitt capì che il Principe di Galles sarebbe stata la persona più conveniente come reggente invece del padre.

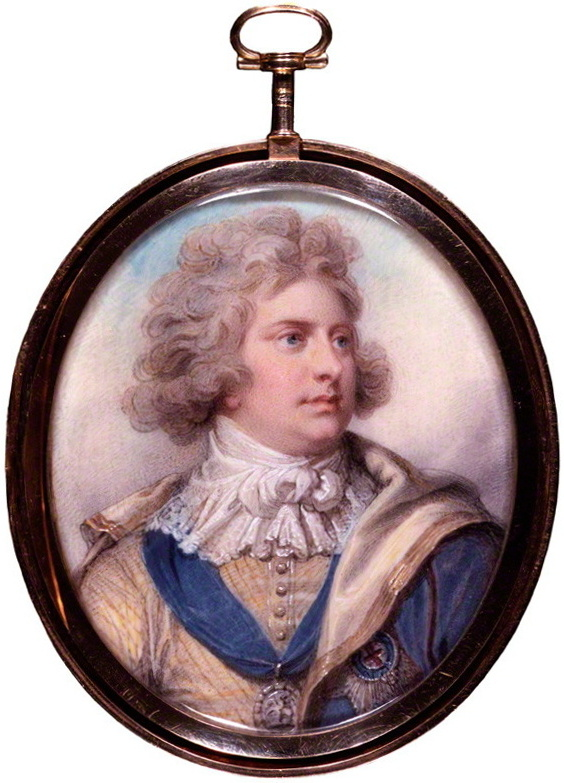
Miniatura rappresentante Giorgio, Principe di Galles, realizzata da Richard Cosway (1792)

Il principe non mancò di sentirsi offeso dalle affermazioni del Primo Ministro, il quale era però supportato in questo dal principe Federico Augusto, Duca di York, fratello di Giorgio. Dopo questi primi contrasti Pitt convenne che fosse utile allo Stato organizzare un piano formale per una reggenza, suggerendo di conferire i poteri al Principe di Galles, seppur molto limitati. Nell'interesse della nazione, entrambe le fazioni accettarono il compromesso.
Il principe recitò quindi il discorso di apertura alle sedute del parlamento, che comunque venne attribuito a Giorgio III, anche se tale atto venne sentito da molti come una chiara illegalità. Il fratello del Principe di Galles, il Duca di York, descrisse il fatto come "assolutamente incostituzionale e illegale".

### Matrimonio

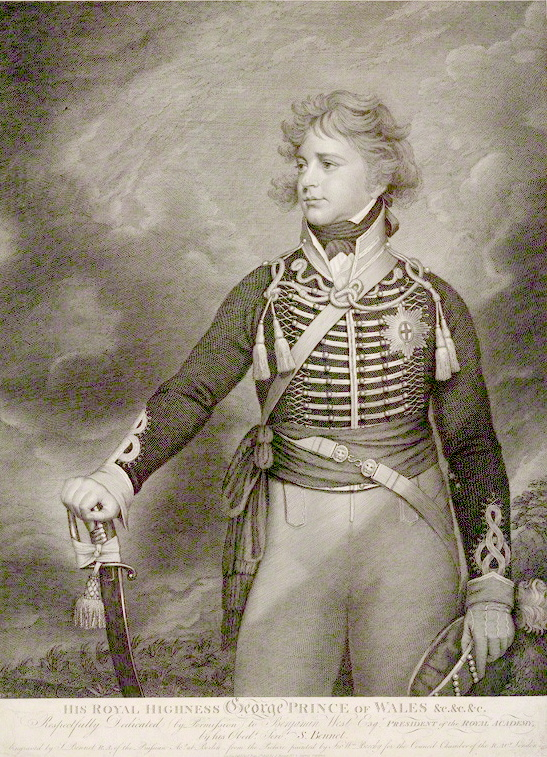
Giorgio, Principe di Galles, in un'incisione del 1789 tratta da un dipinto di Sir William Beechey

I debiti del Principe di Galles, nel frattempo, continuavano a crescere e suo padre si rifiutava di continuare a soccorrerlo se non avesse sposato la cugina, Carolina di Brunswick. Nel 1795, per forza o per amore, il principe di Galles acconsentì, e la coppia si sposò l'8 aprile 1795 nella Cappella Reale del palazzo di St. James. Il matrimonio fu però disastroso, in quanto i due sposi non erano minimamente innamorati l'uno dell'altro. I due si separarono formalmente dopo la nascita dell'unica loro figlia, Carlotta Augusta, nel 1796, e rimasero separati per il resto della loro vita. Il principe rimase legato sempre a Maria Fitzherbert.

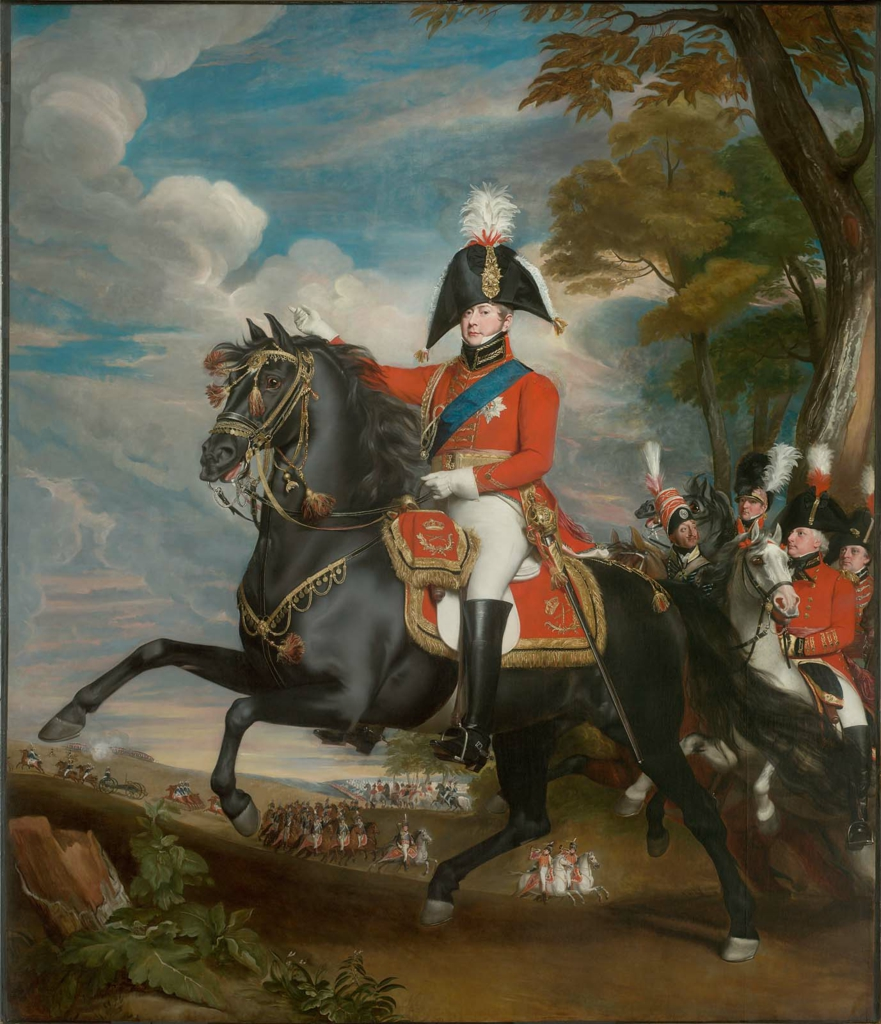
Giorgio, Principe di Galles, nel 1809 circa, olio su tela di John Singleton Copley

Prima di riprendere strettamente i legami con Mrs. Fitzherbert, però, il Principe di Galles aveva avuto diversi figli illegittimi. Tra le sue amanti più famose si ricorda Mary Robinson, un'attrice che venne liquidata con una generosa pensione annua perché non vendesse ai giornali delle lettere compromettenti che i due si erano scritti durante la loro unione; Grace Elliott, altra amante, era la moglie divorziata di un medico; Frances Villiers, Contessa di Jersey, fu la dominatrice della sua vita per diversi anni. Nella parte finale della sua vita, sua amante fu Isabella Seymour-Conway, Marchesa di Hertford e, per gli ultimi dieci anni, Elizabeth Conyngham, Marchesa di Conyngham.
Giorgio si dice sia stato padre di James Ord (nato nel 1786), spostatosi successivamente negli Stati Uniti e divenuto un sacerdote gesuita. Sul finire della sua vita, Giorgio confidò a un amico di avere avuto un figlio illegittimo che in quel momento era ufficiale navale nelle Indie occidentali, la cui identità è stata probabilmente identificata nella persona del capitano Henry A. F. Hervey (1786-1824), avuto probabilmente con lady Anne Lindsay (poi sposata Barnard), una figlia di James Lindsay, V conte di Balcarres. Tra gli altri figli riconosciuti come di Giorgio IV si ricordano il maggiore George Seymour Crole, avuto dalla figlia di un direttore di teatro, Eliza Crole; William Hampshire, da Sarah Brown; e Charles "Beau" Candy, figlio di una francese chiamata appunto Candy. Anthony Camp, direttore del centro di ricerca della Society of Genealogists, ha dichiarato che non vi sono prove concrete e sufficienti per ritenere Giorgio IV padre di Ord, Hervey, Hampshire e Candy.
I problemi dei debiti del Principe di Galles, che ammontavano alla straordinaria cifra di 630000 sterline nel 1795, vennero risolti ancora una volta per merito del Parlamento, il quale gli garantì un'ulteriore somma di 65000 sterline annue per rinsaldare la sua posizione finanziaria. Nel 1803 vennero aggiunte altre 60000 sterline e il Principe di Galles poté estinguere i suoi debiti nel 1806.
Nel 1804 si aprì una disputa anche sul ruolo della principessa Carlotta, la quale aveva iniziato a prendersi cura del re Giorgio III, malato ma ancora vivente e regnante.

### La reggenza

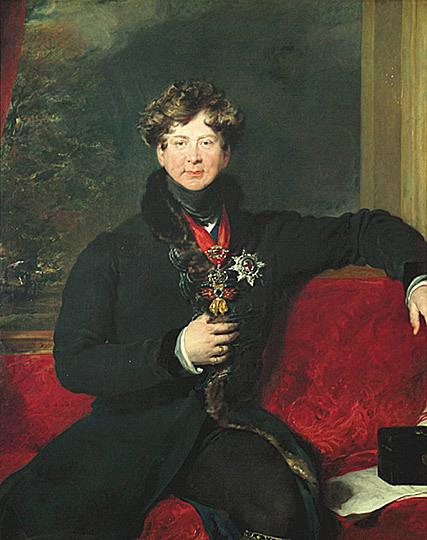
Giorgio, Principe di Galles, circa 1810, in un ritratto di sir Thomas Lawrence

Alla fine del 1810 Giorgio III andava peggiorando nella sua malattia, soprattutto dopo la morte della sua figlia minore e preferita, la principessa Amelia. Il parlamento si risolse pertanto ad approvare le basi che erano già state gettate nel 1788 e, senza il consenso reale, i Lord Commissari, in nome del monarca, siglarono l'assenso reale con un consequenziale atto di reggenza nel 1811.
Il Principe di Galles divenne Principe Reggente il 5 gennaio di quello stesso anno, il che contribuì ad alimentare i dissapori della questione dell'emancipazione cattolica. I Tories, guidati dal Primo Ministro, Spencer Perceval, si opponevano all'emancipazione della religione cattolica nel Regno Unito, mentre gli Whigs la supportavano. All'inizio della reggenza di Giorgio questi sembrò sostenere il capo dei Whigs, William Wyndham Grenville, I Barone Grenville.

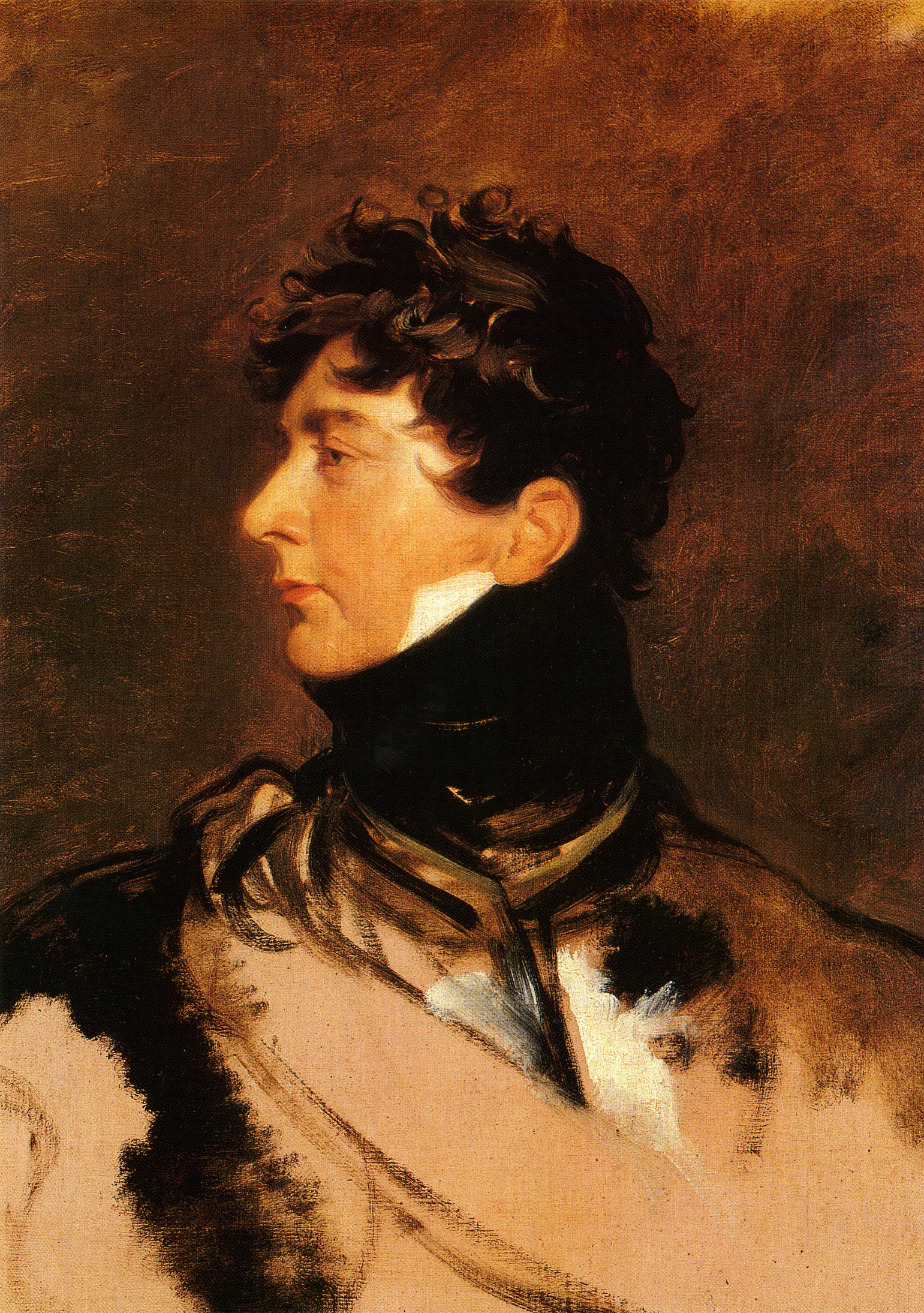
Il Principe Reggente in un ritratto di sir Thomas Lawrence, circa 1814

Nel 1812, quando ormai appariva chiaro il sempre maggiore declinare della salute del re, il Principe del Galles non riuscì a scalzare Perceval dal proprio ruolo di Primo Ministro.
Il 10 maggio 1812 Spencer Perceval venne assassinato da John Bellingham e il Principe Reggente si dimostrò subito pronto a fornire ai suoi ministri un nuovo capo. La Camera dei Comuni formalmente dichiarò il suo desiderio di avere un'amministrazione forte ed efficiente; pertanto il principe chiese a Richard Wellesley, I Marchese Wellesley di occupare tale posizione e successivamente a Francis Rawdon-Hastings. Successivamente Robert Banks Jenkinson, II Conte di Liverpool, venne nominato Primo Ministro.

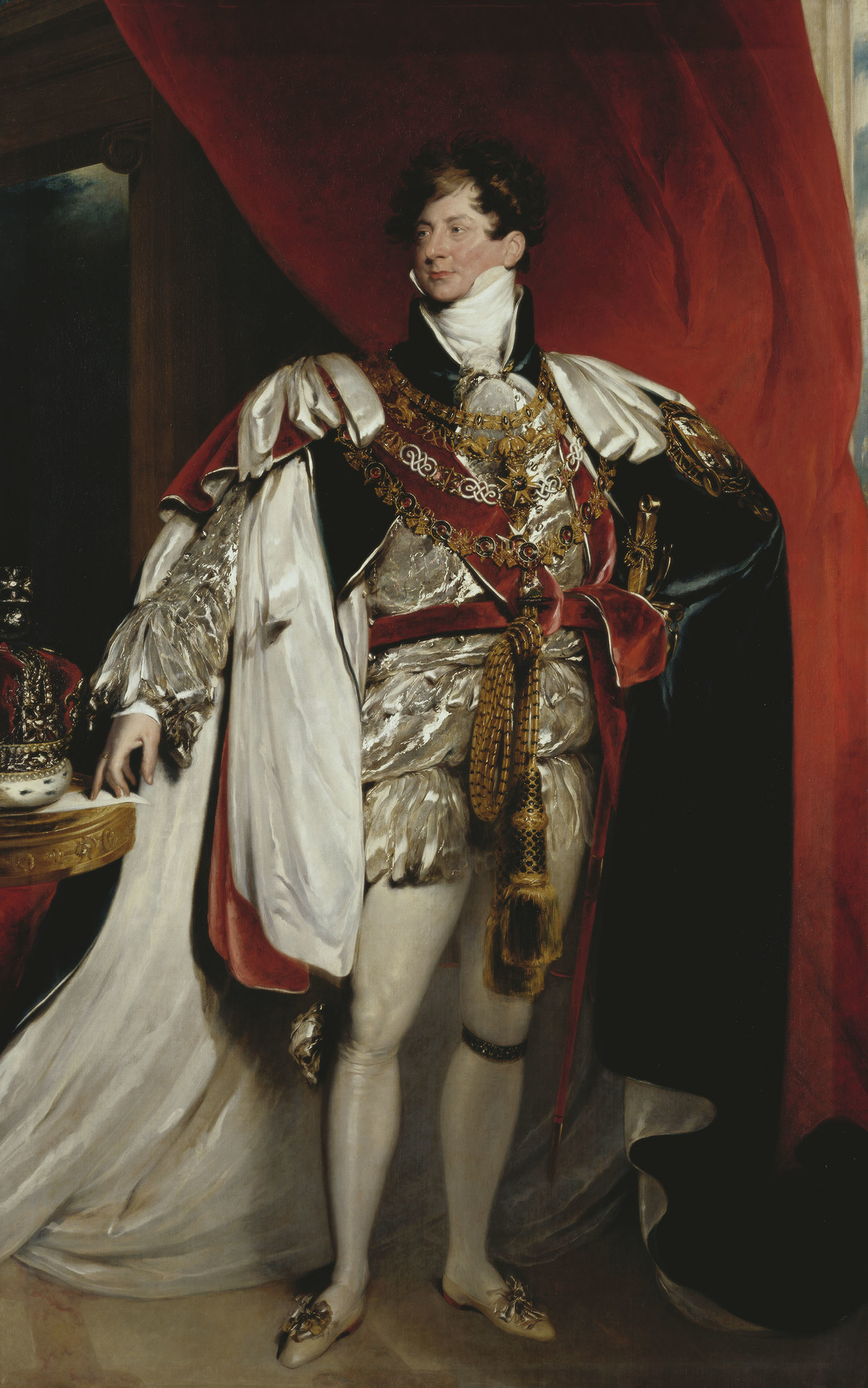
Giorgio come Principe Reggente, con il costume dell'Ordine della Giarrettiera, ritratto di Sir Thomas Lawrence (1816)

I Tories, a differenza degli Whigs come Charles Grey, II conte Grey, supportarono la politica statale di continuare vigorosamente la guerra nell'Europa continentale contro la potente e aggressiva politica dell'Impero francese guidato da Napoleone Bonaparte. Fu seguendo questa politica che venne stabilita un'alleanza antifrancese che includeva Russia, Prussia, Austria, Gran Bretagna e altre nazioni minori, che riuscì a sconfiggere Napoleone nel 1814. Il successivo Congresso di Vienna stabilì che l'Elettorato di Hannover (stato di proprietà dei monarchi inglesi dal 1714), venisse elevato al rango di regno. L'Inghilterra in quegli anni collezionò tra le altre cose delle vittorie notevoli: al ritorno di Napoleone al governo nel 1815, egli venne sconfitto nella battaglia di Waterloo da Arthur Wellesley, I duca di Wellington, fratello della Marchesa Wellesley. Quello stesso anno la guerra anglo-americana si concluse senza vincitori né vinti.
Durante questo periodo di relativa pace, Giorgio si occupò attivamente di rinnovare il gusto e lo stile inglese, servendosi di personaggi come Beau Brummell o l'architetto John Nash per creare lo stile Regency. A Londra Nash disegnò e realizzò il Regent's Park e la Regent Street. Giorgio fece anche costruire il Royal Pavilion, sviluppando la costruzione in "gotico indiano", rifacendosi all'architettura del Taj Mahal, con stravaganti interni indiani e cinesi, e questo divenne il suo palazzo reale.

### Regno

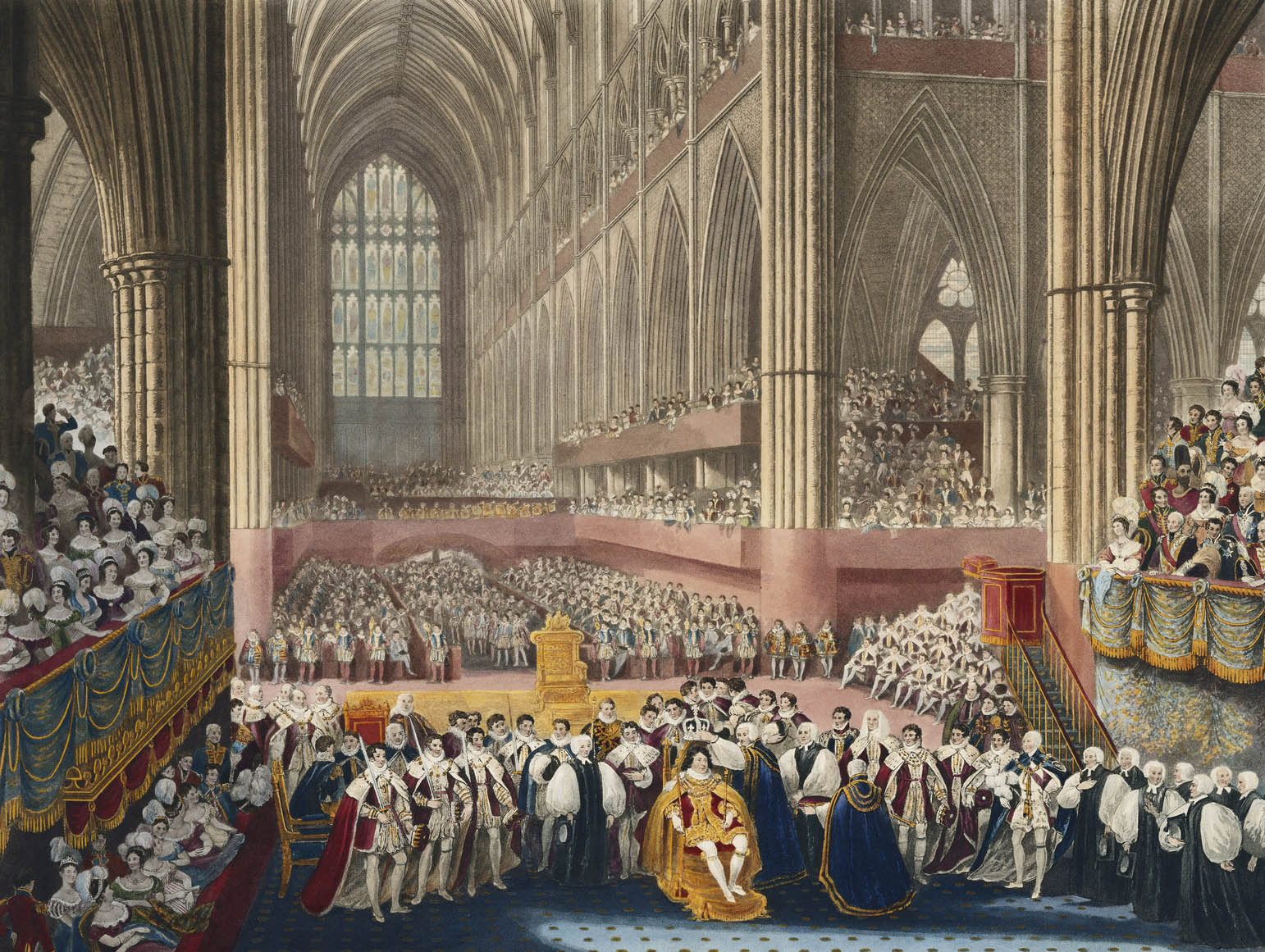
Incoronazione di Giorgio IV

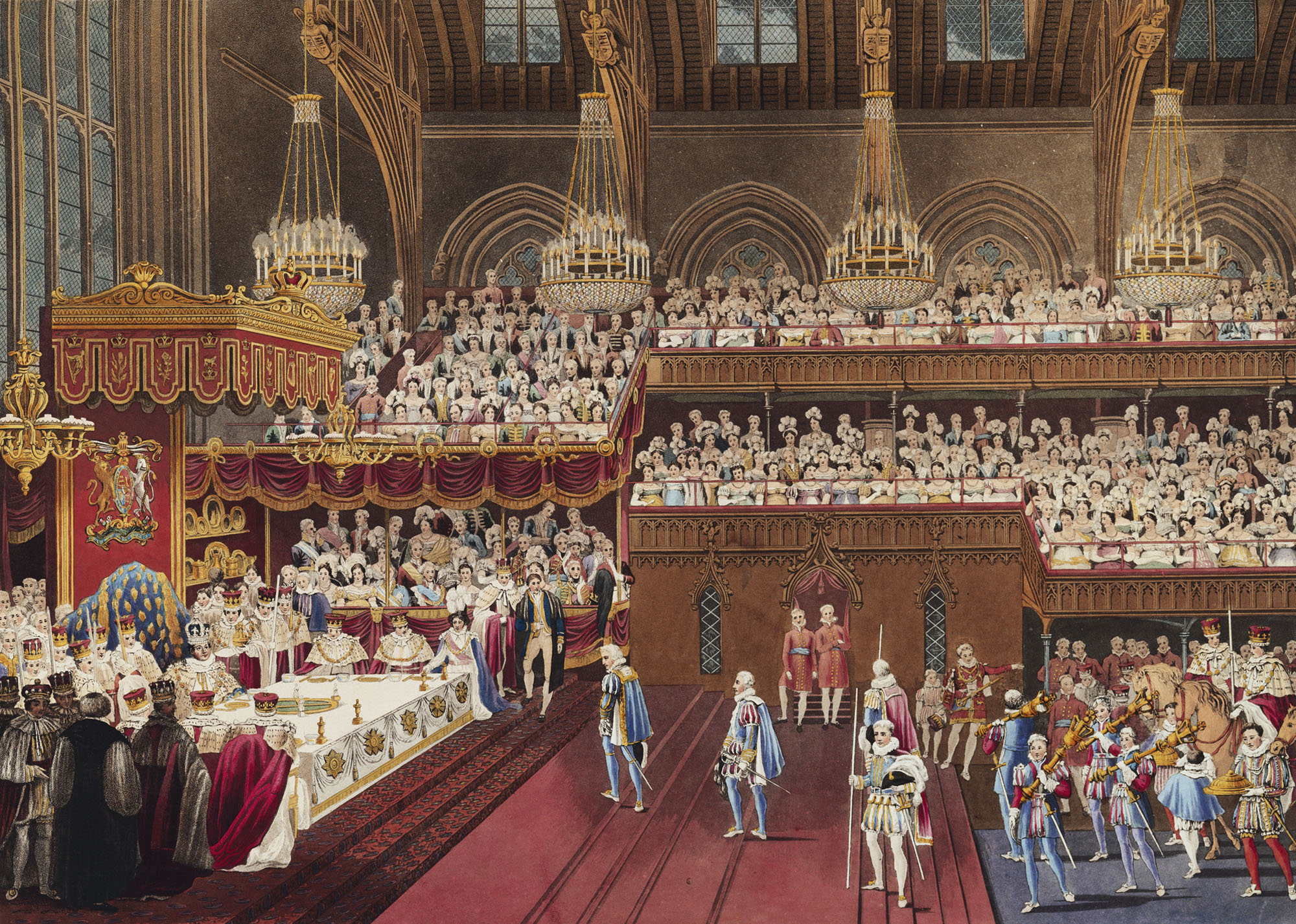
Il banchetto dell'incoronazione di Giorgio IV si tenne alla Westminster Hall il 19 luglio 1821

Quando Giorgio III morì, nel 1820, il Principe Reggente ascese al trono con il nome di Giorgio IV, il che non fece altro che confermare una posizione che già da tempo deteneva effettivamente. A quel tempo era obeso, e probabilmente dipendente dal laudano.
Le relazioni di Giorgio IV con la moglie Caroline andarono ancora più deteriorandosi. La coppia viveva separata dal 1796, ed entrambi intrattenevano relazioni segrete con i propri amanti. Nel 1814 Carolina lasciò il Regno Unito per fare ritorno in Europa, tornando in Inghilterra solo in occasione dell'incoronazione del marito per accettare pubblicamente i suoi diritti di regina consorte. Giorgio IV si rifiutò comunque di riconoscere Carolina come regina e chiese agli ambasciatori inglesi negli altri paesi del mondo di assicurarsi che tale sua volontà venisse rispettata anche dagli altri monarchi. Per volere reale il nome di Carolina venne omesso dal Book of Common Prayer, la liturgia ufficiale della chiesa anglicana. Il re voleva il divorzio, ma i suoi avvocati gli consigliarono di desistere dall'idea, in quanto questo avrebbe voluto dire pubblicizzare le sue relazioni extraconiugali. Egli perorò al Parlamento la concessione di un documento ufficiale con il quale il suo matrimonio veniva annullato e Carolina veniva privata del titolo di regina. Questo documento sarebbe stato molto impopolare tra il pubblico inglese e venne rifiutato dal parlamento. Giorgio IV decise di escludere la presenza di sua moglie alla sua incoronazione all'abbazia di Westminster, il 19 luglio 1821. La stessa Carolina cadde vittima di una malattia quello stesso giorno e morì il 7 agosto di quello stesso anno; durante la parte terminale della sua malattia, fu ella stessa a paventare l'idea che fosse stata avvelenata.

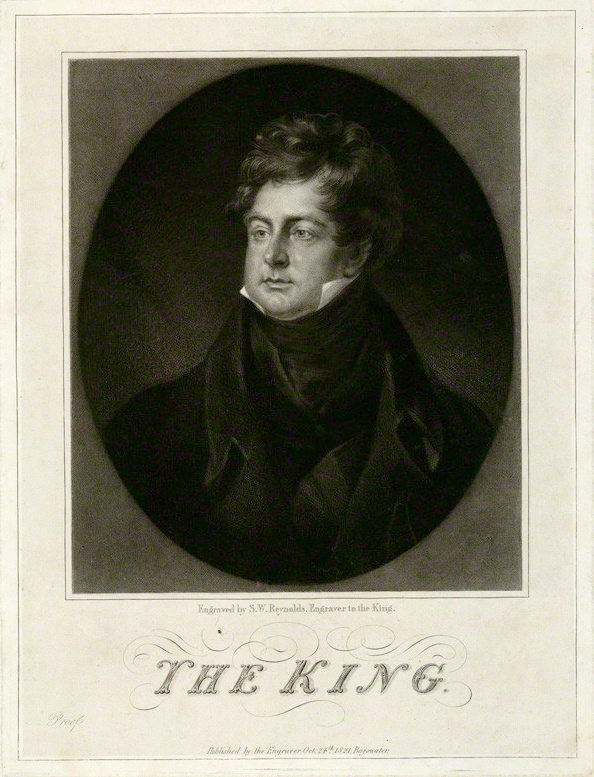
Il re Giorgio IV nel 1821

L'incoronazione di Giorgio a re d'Inghilterra fu un evento grandioso esteriormente, al quale partecipò come esecutore Thomas Paul Chipp e anche economicamente, dal momento che costò la bellezza di 243.000 sterline (quella del padre era costata appena 10000 sterline). Fu l'ultima incoronazione nella Gran Bretagna di essere seguita da un banchetto. Malgrado l'enorme costo essa fu comunque un evento popolarissimo nel Paese e in Europa. Nel 1821 il re fu il primo monarca inglese a recarsi ufficialmente in visita in Irlanda dai tempi di Riccardo II. L'anno successivo visitò Edimburgo con un soggiorno di una ventina di giorni La sua visita in Scozia, organizzata da Sir Walter Scott, fu la prima dai tempi di Carlo I, che vi si era recato nel 1633 e fu organizzata una solenne processione dal castello di Edimburgo con l'esposizione dei gioielli della Corona scozzese.

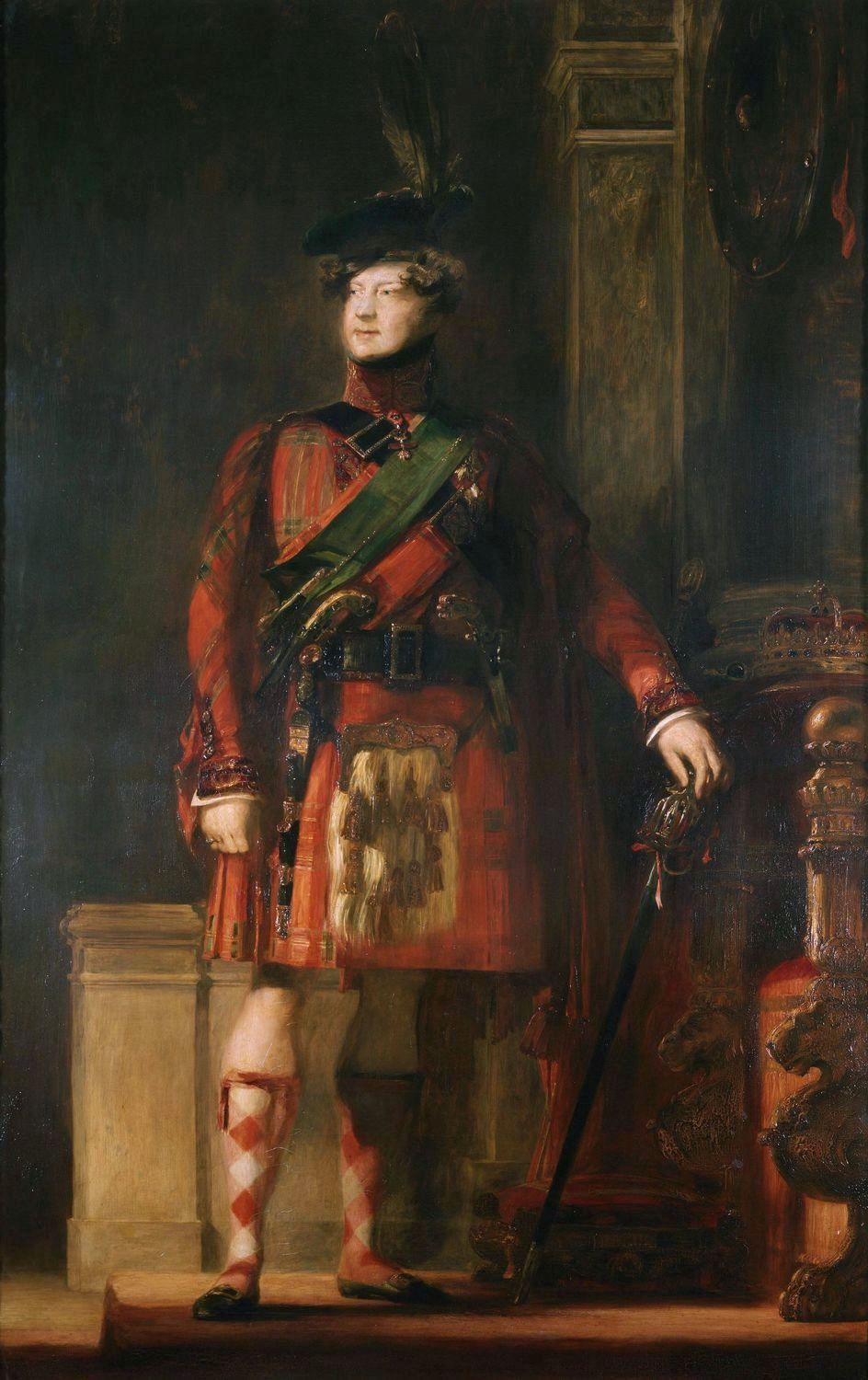
Giorgio IV in un ritratto di sir David Wilkie (1829), rappresentante il re durante il suo viaggio in Scozia, con il costume tipico e il kilt

Giorgio IV trascorse gli ultimi anni di regno senza muoversi dal castello di Windsor, ma continuò a interessarsi degli affari della politica del suo Paese. In un primo momento si era creduto che egli fosse intenzionato a supportare l'emancipazione dei cattolici in Irlanda (intenzione già data a intendere dal 1797 quando si era pronunciato favorevolmente a un Catholic Emancipation Bill), ma le sue posizioni divennero più chiare nel 1813 quando espresse delle riserve su delle modifiche a una legge sui culti. Dal 1824 denunciò l'emancipazione cattolica in pubblico come un atto inaccettabile da parte del governo inglese perché sarebbe stato contrario al proprio giuramento di difesa della fede protestante espresso durante l'incoronazione del 1821. Nel 1827 lord Liverpool (fervente sostenitore dell'opposizione all'emancipazione cattolica) si ritirò dalla scena politica e venne sostituito dal Tory George Canning, che era a favore di questo decreto.

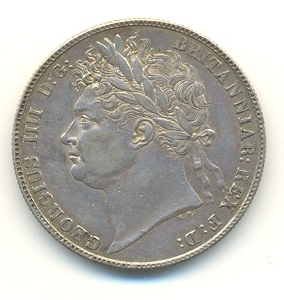
Mezza corona di Giorgio IV del 1821. L'iscrizione cita GEORGIUS IIII D[ei] G[ratia] BRITANNIAR[um] REX F[idei] D[efensor]. Giorgio IV fu l'ultimo re inglese a farsi raffigurare sulle monete con il busto laureato come gli imperatori romani, uso comune questo fino a quel momento.

Canning morì però l'anno successivo, lasciando la propria carica a Frederick John Robinson, I Visconte Goderich, che venne succeduto nel 1828 dal Duca di Wellington. Con grande difficoltà il Duca di Wellington ottenne dal re la realizzazione di un decreto di tolleranza nei confronti dei cattolici, siglato il 29 gennaio 1829. Su pressione del fanatico fratello anti-cattolico, Ernesto Augusto, Duca di Cumberland, il re si risolse infine a rigettare il suo proclama e per protesta il suo Gabinetto si dimise in massa il 4 marzo di quello stesso anno. Il giorno successivo il re, ora per pressione politica, stabilì che il decreto rimanesse attivo. L'approvazione al Catholic Relief Act fu finalmente concessa il 13 aprile.
Giorgio IV nel frattempo continuava a condurre uno stile di vita sempre sregolato, beveva molto e la sua salute iniziava a risentirne. Il suo piacere per i grandi banchetti e per le grandi quantità di bevande alcoliche lo resero sempre più obeso, continuava ancora ad avere relazioni con delle amanti e sprecava molti soldi su abiti e decorazioni di lusso, lusso che era notevole anche nel suo palazzo a Brighton, rendendolo oggetto di gesti di scherno nelle rare occasioni in cui compariva in pubblico (uno dei soprannomi che gli davano era "Prince of Whales", un gioco di parole tra il suo titolo precedente, principe di Galles, e il termine "Whale", che significa balena, per la sua obesità). Inoltre, la rappresentanza parlamentare, che non era cambiata affatto da secoli, necessitava disperatamente una riforma, dato che le città industriali in crescita come Manchester non avevano rappresentanti, con una rappresentanza iniqua e a favore dei cosiddetti Borghi putridi, ma il re Giorgio ogni volta fermò le riforme. Era ormai molto impopolare da tempo, soggetto di molte satire e caricature, e durante la sua reggenza, il popolo riponeva le sue speranze nella sua unica figlia legittima, Carlotta, politicamente liberale, e suo marito, il principe Leopoldo, futuro primo re del Belgio, ma sfortunatamente, era morta a soli ventuno anni per delle complicazioni post-parto nel 1817 dopo avere dato alla luce un piccolo nato morto, dando il via a una crisi di successione. Alla morte della principessa Carlotta tutti i suoi zii paterni rimasti abbandonarono definitivamente le loro amanti e cominciarono a fare matrimoni legittimi nel tentativo di salvare la successione.

### Gli ultimi anni

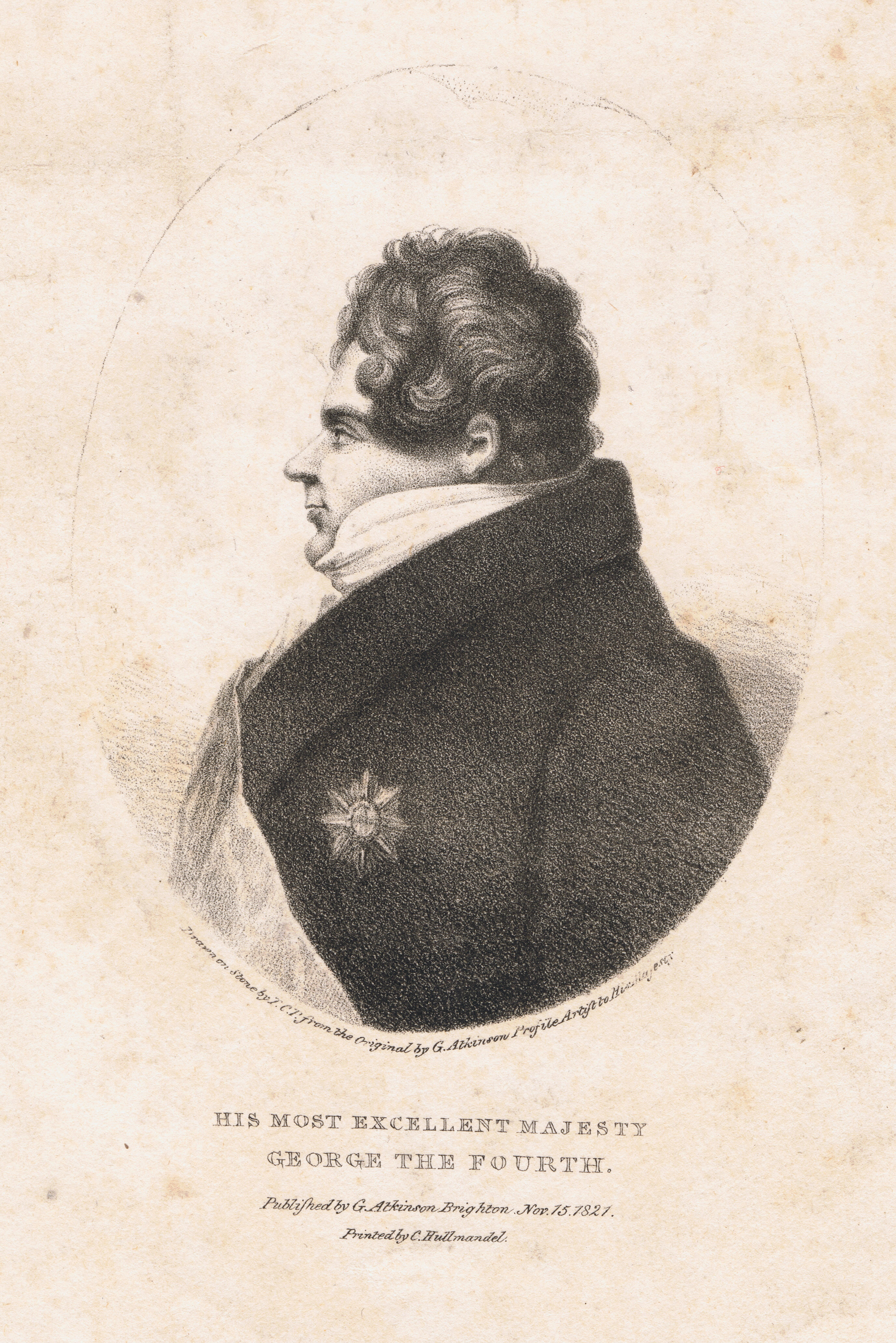
Litografia di Giorgio IV di profilo, eseguita da George Atkinson e stampata da C. Hullmandel, 1821

Giorgio IV soffrì di gotta, arteriosclerosi, cataratta, idropisia e probabilmente anche di porfiria, la stessa malattia mentale che aveva colpito suo padre; egli trascorreva i suoi giorni a letto con frequenti spasmi che lo lasciavano quasi asfissiato. Nel 1797 aveva raggiunto i 117 kg di peso e la sua obesità gli creava un imbarazzo tale da evitare di prendere parte a eventi pubblici.
Gli ultimi anni del regno di Giorgio IV furono scanditi da un crescente decadimento fisico e mentale e un quasi totale ritiro dagli affari pubblici. Dal dicembre del 1828, come era accaduto a suo padre, Giorgio divenne quasi completamente cieco a causa della cataratta, e la gotta iniziò a colpirlo anche alla mano destra, estendendosi poi lungo tutto il braccio, al punto tale da rendergli impossibile anche la firma di documenti e decreti. A metà del 1829 il pittore David Wilkie riportò che il re "se ne stava andando pericolosamente giorno dopo giorno" ed era divenuto obeso al punto tale da sembrare "un'enorme salsiccia nel budello". Nel settembre del 1829, si sottopose a una operazione per rimuovere la cataratta, ma era ormai divenuto dipendente dal laudano che prendeva con regolarità per alleviare i suoi sintomi.
Dalla primavera del 1830 era ormai chiaro che la fine di Giorgio IV fosse imminente. Confinato perlopiù nella sua camera, con la vista ormai completamente compromessa da un occhio, egli stesso non perse l'ironia paragonandosi a una falena; firmava i documenti solo tramite un timbro con la sua firma, alla presenza di testimoni. Il suo peso raggiunse i 130 kg. La frequente mancanza di fiato per l'idropisia lo costringeva a dormire su una sedia e i dottori erano spesso costretti a smuovergli l'addome per drenarvi i liquidi in eccesso. Malgrado il suo declino ormai ovvio, Giorgio era comunque ammirato per la tenacia con la quale combatteva per la sua sopravvivenza senza cambiare una virgola della sua vita precedente. Agli spettatori il sovrano appariva sempre brillante nei suoi commenti e con uno straordinario appetito; nell'aprile del 1830, il duca di Wellington scrisse che il re aveva mangiato a colazione "un piccione e un pasticcio con carne di manzo... Tre quarti di vino chiaretto della Mosella, un calice di Champagne secco, due bicchieri di Porto e un bicchiere di Brandy", seguiti da una notevole dose di laudano. Scrivendo alla sua amante Maria Fitzherbert a giugno di quell'anno, l'archiatra di corte sir Henry Halford, disse "La costituzione di Sua Maestà è gigantesca, e la sua elasticità sotto tali pressioni è strabiliante al punto che non ho mai visto nulla del genere in trentotto anni di esperienza". Lo stesso dottor Halford, per quanto si prendesse cura del sovrano fin da quando era ancora reggente, era però particolarmente ambizioso e visto dai contemporanei come scarsamente competente, al punto che la rivista scientifica The Lancet lo criticò pubblicamente dicendo che la sua cura a tutto era rappresentata da sedativi.

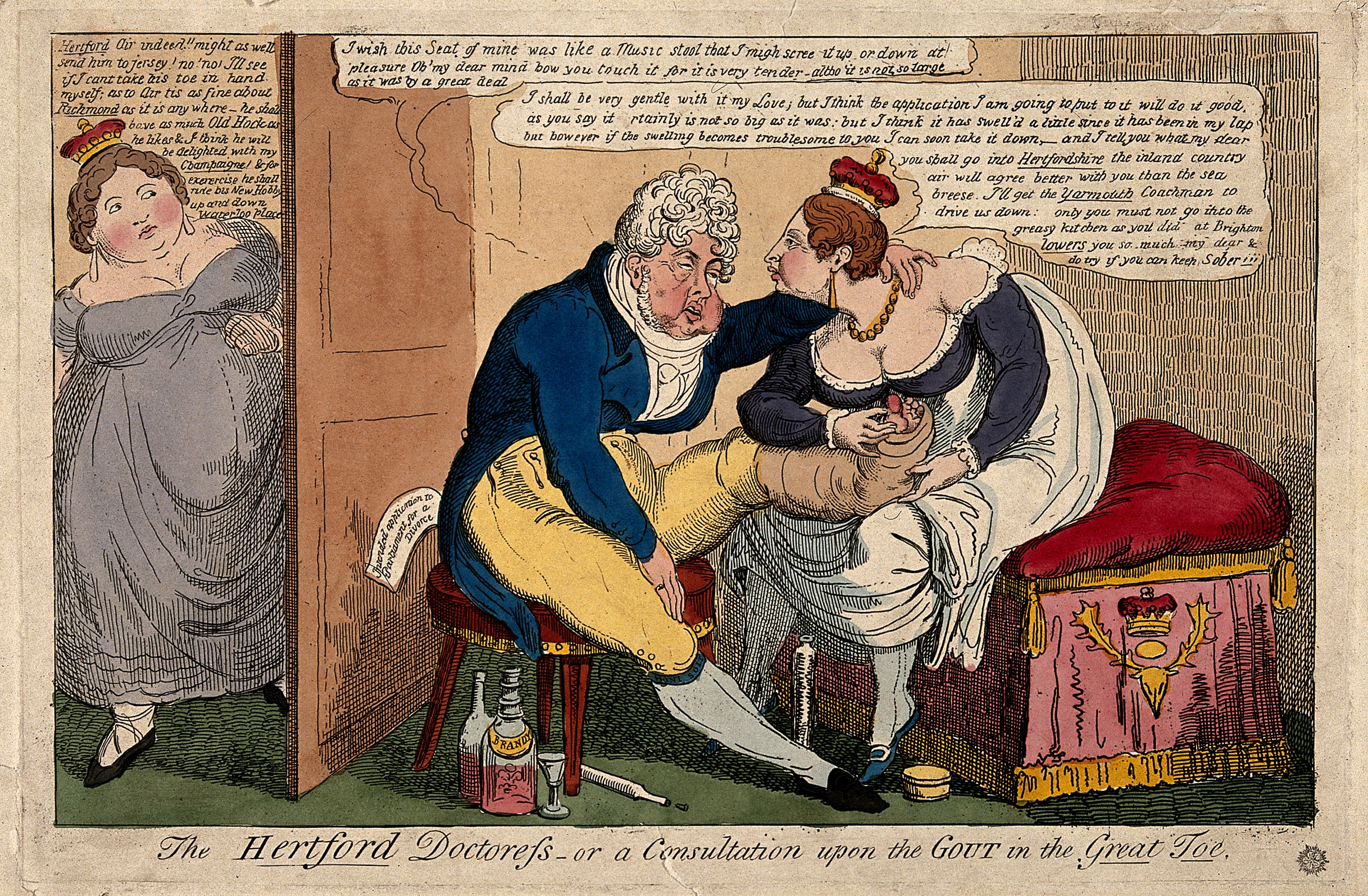
Una caricatura che mostra Giorgio IV, quasi cieco, nell'intento di farsi medicare un piede affetto da gotta

Giorgio IV dettò le sue ultime volontà nel maggio di quell'anno e divenne particolarmente pio negli ultimi mesi della sua vita, confessando all'arcidiacono di pentirsi profondamente della sua vita dissoluta, ma sperando nella divina provvidenza avendo sempre mirato al bene dei suoi sudditi. A giugno del 1830 non era più in grado di stendersi e il 14 ricevette l'unzione degli infermi alla presenza di lady Conyngham, del dottor Halford e di un chierico. Halford si preoccupò di informare anche il gabinetto di governo che il 24 giugno "la tosse del re continua, con espettorazioni considerevoli".
Alle tre del mattino del 26 giugno 1830, mentre si trovava al castello di Windsor, Giorgio IV si svegliò e subì un forte attacco di diarrea mista a melena. Dopo l'arrivo del suo segretario, sir William Knighton, secondo le fonti, le labbra del sovrano erano ormai divenute livide e reclinò il capo sulla testa di un servitore. Morì alle 3:15. L'autopsia, condotta dal suo medico personale, rivelò che Giorgio era morto di un'emorragia gastro-intestinale derivata dalla rottura di un vaso sanguigno dello stomaco. Inoltre venne trovato un tumore "della grandezza di un'arancia" attaccato alla vescica; il suo cuore appariva sovradimensionato, con valvole pesantemente calcificate e circondate da vasti depositi di adipe.
Il secondo figlio di Giorgio III, Federico Augusto, duca di York e di Albany, era morto nel 1827, anche lui senza figli legittimi in vita, e pertanto a Giorgio IV successe un altro dei suoi fratelli minori, Guglielmo, Duca di Clarence, che salì al trono con il nome di Guglielmo IV.
Il re venne sepolto nella cappella di San Giorgio al castello di Windsor il 15 luglio successivo.

## Onorificenze

Lo stemma di Giorgio, principe di Galles e principe reggente (1762-1820).

Il monogramma personale del re Giorgio IV.

## Ascendenza
|                                                 |                                            |                                               | Genitori                                         |  |  | Nonni |  |  | Bisnonni                 |  |  | Trisnonni               |  |
|                                                 |                                            |                                               |                                                  |  |  |       |  |  | Giorgio II d'Inghilterra |  |  | Giorgio I d'Inghilterra |  |
|                                                 |                                            |                                               |                                                  |  |  |       |  |  | Giorgio II d'Inghilterra |  |  | Giorgio I d'Inghilterra |  |
|                                                 |                                            | Sofia Dorotea di Celle                        |                                                  |  |  |       |  |  | Giorgio II d'Inghilterra |  |  |                         |  |
| Federico di Hannover                            |                                            |                                               |                                                  |  |  |       |  |  | Giorgio II d'Inghilterra |  |  |                         |  |
|                                                 |                                            | Carolina di Brandeburgo-Ansbach               | Giovanni Federico di Brandeburgo-Ansbach         |  |  |       |  |  |                          |  |  |                         |  |
|                                                 |                                            | Carolina di Brandeburgo-Ansbach               | Giovanni Federico di Brandeburgo-Ansbach         |  |  |       |  |  |                          |  |  |                         |  |
|                                                 |                                            | Carolina di Brandeburgo-Ansbach               | Eleonora Erdmuthe di Sassonia-Eisenach           |  |  |       |  |  |                          |  |  |                         |  |
| Giorgio III d'Inghilterra                       |                                            | Carolina di Brandeburgo-Ansbach               |                                                  |  |  |       |  |  |                          |  |  |                         |  |
|                                                 |                                            | Federico II di Sassonia-Gotha-Altenburg       | Federico I di Sassonia-Gotha-Altenburg           |  |  |       |  |  |                          |  |  |                         |  |
|                                                 |                                            | Federico II di Sassonia-Gotha-Altenburg       | Federico I di Sassonia-Gotha-Altenburg           |  |  |       |  |  |                          |  |  |                         |  |
|                                                 |                                            | Federico II di Sassonia-Gotha-Altenburg       | Maddalena Sibilla di Sassonia-Weissenfels        |  |  |       |  |  |                          |  |  |                         |  |
| Augusta di Sassonia-Gotha-Altenburg             |                                            | Federico II di Sassonia-Gotha-Altenburg       |                                                  |  |  |       |  |  |                          |  |  |                         |  |
|                                                 |                                            | Maddalena Augusta di Anhalt-Zerbst            | Carlo Guglielmo di Anhalt-Zerbst                 |  |  |       |  |  |                          |  |  |                         |  |
|                                                 |                                            | Maddalena Augusta di Anhalt-Zerbst            | Carlo Guglielmo di Anhalt-Zerbst                 |  |  |       |  |  |                          |  |  |                         |  |
|                                                 |                                            | Maddalena Augusta di Anhalt-Zerbst            | Sofia di Sassonia-Weissenfels                    |  |  |       |  |  |                          |  |  |                         |  |
| Giorgio IV del Regno Unito                      |                                            | Maddalena Augusta di Anhalt-Zerbst            |                                                  |  |  |       |  |  |                          |  |  |                         |  |
|                                                 | Adolfo Federico II di Meclemburgo-Strelitz | Adolfo Federico I di Meclemburgo-Schwerin     |                                                  |  |  |       |  |  |                          |  |  |                         |  |
|                                                 | Adolfo Federico II di Meclemburgo-Strelitz | Adolfo Federico I di Meclemburgo-Schwerin     |                                                  |  |  |       |  |  |                          |  |  |                         |  |
|                                                 | Adolfo Federico II di Meclemburgo-Strelitz | Maria Caterina di Brunswick-Wolfenbüttel      |                                                  |  |  |       |  |  |                          |  |  |                         |  |
| Carlo Ludovico Federico di Meclemburgo-Strelitz | Adolfo Federico II di Meclemburgo-Strelitz |                                               |                                                  |  |  |       |  |  |                          |  |  |                         |  |
|                                                 |                                            | Cristiana Emilia di Schwarzburg-Sondershausen | Cristiano Guglielmo di Schwarzburg-Sondershausen |  |  |       |  |  |                          |  |  |                         |  |
|                                                 |                                            | Cristiana Emilia di Schwarzburg-Sondershausen | Cristiano Guglielmo di Schwarzburg-Sondershausen |  |  |       |  |  |                          |  |  |                         |  |
|                                                 |                                            | Cristiana Emilia di Schwarzburg-Sondershausen | Antonia Sibilla di Barby-Muhlingen               |  |  |       |  |  |                          |  |  |                         |  |
| Carlotta di Meclemburgo-Strelitz                |                                            | Cristiana Emilia di Schwarzburg-Sondershausen |                                                  |  |  |       |  |  |                          |  |  |                         |  |
|                                                 |                                            | Ernesto Federico I di Sassonia-Hildburghausen | Ernesto di Sassonia-Hildburghausen               |  |  |       |  |  |                          |  |  |                         |  |
|                                                 |                                            | Ernesto Federico I di Sassonia-Hildburghausen | Ernesto di Sassonia-Hildburghausen               |  |  |       |  |  |                          |  |  |                         |  |
|                                                 |                                            | Ernesto Federico I di Sassonia-Hildburghausen | Sofia Enrichetta di Waldeck                      |  |  |       |  |  |                          |  |  |                         |  |
| Elisabetta Albertina di Sassonia-Hildburghausen |                                            | Ernesto Federico I di Sassonia-Hildburghausen |                                                  |  |  |       |  |  |                          |  |  |                         |  |
|                                                 |                                            | Sofia Albertina di Erbach-Erbach              | Giorgio I di Erbach-Erbach                       |  |  |       |  |  |                          |  |  |                         |  |
|                                                 |                                            | Sofia Albertina di Erbach-Erbach              | Giorgio I di Erbach-Erbach                       |  |  |       |  |  |                          |  |  |                         |  |
|                                                 |                                            | Sofia Albertina di Erbach-Erbach              | Amalia Caterina di Waldeck-Eisenberg             |  |  |       |  |  |                          |  |  |                         |  |
|                                                 |                                            | Sofia Albertina di Erbach-Erbach              |                                                  |  |  |       |  |  |                          |  |  |                         |  |